# Municipio de Oak (Minnesota)
El municipio de Oak (en inglés: Oak Township) es un municipio ubicado en el condado de Stearns en el estado estadounidense de Minnesota. En el año 2010 tenía una población de 595 habitantes y una densidad poblacional de 6,7 personas por km².

## Geografía
El municipio de Oak se encuentra ubicado en las coordenadas 45°37′35″N 94°42′21″O / 45.62639, -94.70583. Según la Oficina del Censo de los Estados Unidos, el municipio tiene una superficie total de 88.78 km², de la cual 85,29 km² corresponden a tierra firme y (3,93 %) 3,49 km² es agua.

## Demografía
Según el censo de 2010, había 595 personas residiendo en el municipio de Oak. La densidad de población era de 6,7 hab./km². De los 595 habitantes, el municipio de Oak estaba compuesto por el 97,31 % blancos, el 0,5 % eran afroamericanos, el 1,18 % eran de otras razas y el 1,01 % eran de una mezcla de razas. Del total de la población el 1,34 % eran hispanos o latinos de cualquier raza.